# Skotský kostel v Paříži
Skotský kostel v Paříži (anglicky The Scots Kirk, francouzsky Église écossaise de Paris) je protestantský kostel v Paříži v 8. obvodu v ulici Rue Bayard č. 17 a zároveň jediný kostel skotské církve ve Francii. Bohoslužby v angličtině se konají každou neděli.

## Historie
Zdejší náboženská obec byla založena v roce 1858 a od té doby až do roku 1880 byla vedená v rámci protestantské farnosti Oratoire du Louvre. Kolem 1883 začala hledat vlastní budovu, která by mohla sloužit skotské církvi. V roce 1885 se sbor přesunul do Rue Bayard, kde dříve sídlila americká episkopální církev.
Původní stavba byla nahrazena novým kostelem v roce 1957, ovšem v 80. letech se objevily stavební problémy, které vyžadovaly velkou opravu nebo přestavbu.
V roce 1995 se proto představení skotské církve rozhodli prodat budovu soukromému developerovi s podmínkou, že původní budovu zboří a vystaví nový dům s byty a kostelem v přízemní části. Vnitřní zařízení kostela následně financovala farnost a její členové.